# C20LET
Een C20LET motor is een motor van Opel.
Deze motor werd in 1992 geïntroduceerd door General Motors. De C20LET motorcode was de eerste turbomotor van Opel met 16 kleppen technologie. C20LET is gebaseerd op de C20XE uit 1985, maar dan uitgebreid met een turbolader. Deze motor werd maar kleinschalig aangeboden. In Europa werd de C20LET alleen geleverd in de Vectra 4x4 Turbo en de Calibra 4x4 Turbo, maar in Zuid-Afrika ook in de Opel Astra en Kadett 200ts. Het gietijzeren onderblok is gelijk aan de onderblokken van de 20NE, 20SE, 20SEH, C20NE, 20XE, en C20XE, de LET is voorzien van een extra olieretour voor de smering van de turbo.